# Anja Maksić Japundžić
Anja Maksić Japundžić (Zagreb, 17. lipnja 1978.), hrvatska kazališna redateljica.

## Životopis
Maturirala na Klasičnoj gimnaziji u Zagrebu, a nakon apsolventure na odsjecima za latinski jezik i rimsku književnost, komparativnu književnost i teatrologiju Filozofskog fakulteta upisuje kazališnu režiju i radiofoniju na Akademiji dramske umjetnosti u Zagrebu. Sudjelovala je na brojim domaćim i stranim kazališnim radionicama i seminarima, bavila se dramskom pedagogijom i dramaturgijom. Aktivna je i kao redateljica sinkronizacija animiranih filmova. 
Njezina je dosadašnja karijera usko vezana za Eurokaz na čijem se 22. izdanju predstavila projektom Lutkina kuća/Zmija mladoženja u Teatru ITD. Nakon toga slijedi predstava Njarabum po tekstovima Radovana Ivšića premijerno izvedena u ožujku 2010. u dvorani Gorgona Muzeja suvremene umjetnosti u Zagrebu. 

## Sinkronizacija
- "Ljepotica i zvijer" - Redateljica sinkronizacije (2017.)
- "Vaiana: Potraga za mitskim otokom" - Redateljica sinkronizacije (2016.)
- "Zootropola" - Redateljica sinkronizacije (2016.)
- "Snježno kraljevstvo" - Redateljica sinkronizacije  / prijevod / prepjev (2013.)
- "Mickey Mouse: Nabavi si konja" - Redateljica sinkronizacije / prijevod (2013.)
- "Hotel Transilvanija" - Prijevod dijaloga i prepjev pjesama (2012.)
- "Krš i lom" - Redateljica sinkronizacije (2012.)
- "Auti 2" - Redateljica sinkronizacije / prijevod (2011.)
- "Priča o igračkama, 2, 3" - Redateljica sinkronizacije [POI 1 i 2], + prijevod [POI 3] (2010.)
- "Fantazija 2000" - Redateljica sinkronizacije / prijevod (2010.)
- "Nebesa" - Redateljica sinkronizacije / prijevod (2009.)
- "Grom" - Redateljica sinkronizacije / ostali glasovi (2008.)
- "Einsteinčići" - Redateljica sinkronizacije (2010.)
- "Balada o Nessie" - Redateljica sinkronizacije

## Vanjske poveznice
- http://teatar.hr/36537/njarabum/  Arhivirana inačica izvorne stranice od 13. rujna 2014. (Wayback Machine)